# Mykola Hnatovsky
Mykola Mykolaïovytch Hnatovsky (en ukrainien : Микола Миколайович Гнатовський, nom aussi transcrit Mykola Gnatovskyy), né le 1er juillet 1977 à Kiev, est un juge ukrainien. Il siège à la cour européenne des droits de l'Homme. Il a siégé au Comité européen pour la prévention de la torture et des peines ou traitements inhumains ou dégradants.